# Baba (jezik)
Baba jezik (baba 1, bapa, bapakum, papia, supapya’; ISO 639-3: bbw), nigersko-kongoanski jezik uže skupine wide grassfields, i jedan od devet jezika podskupine nun, kojim govori 24 500 ljudi (2005 SIL) u kamerunskoj provinciji Northwest.
Srodan je jeziku mungaka [mhk]. Govornici svoj jezik zovu supapya.

## Vanjske poveznice
- Ethnologue  (14th)
- Ethnologue  (15th)